# موش مانداب آنگولایی
موش مانداب آنگولایی (نام علمی: Otomys anchietae) نام یک گونه از سرده موش‌های مانداب است.